# Сарысу
Сарысу́ — река в Улытауской, Карагандинской, Кызылординской и Туркестанской областях Казахстана. Река берёт начало с Казахского мелкосопочника, образуется слиянием рек Жаксы-Сарысу, Нарбак, Шотан. В месте стыка рек находится водохранилище Поливное.
Средний расход воды — 7,3 м³/с. Высота истока — 52 м над уровнем моря.

## Гидрография
Длина Сарысу — меняется в зависимости от половодья от 800 до 761 км.
Площадь бассейна до 81 600 км².
Основные притоки — Кара-Кенгир и Кенсаз.

## Исторические сведения
Ранее, по данным археологических раскопок река Сарысу, Иргиз, Тургай и Чу имели общий сток в бассейн Сырдарьи. По мере нарастания засушливости климата, и тектонического поднятия коры, обширный бассейн Арала распался на несколько отдельных систем. Вместе с тем вследствие тектонических явлений Узбой перестал впадать в Каспийское море и направился на север в Аральское море в виде реки Амударья.
В 1928 году в низовьях Сарысу был построен Мавзолей Актая.